# Glacier d'Aletsch
Le glacier d'Aletsch (en allemand : Aletschgletscher) est le plus grand glacier des Alpes, situé dans le canton du Valais dans le Sud de la Suisse. Il est entouré au nord par le massif de la Jungfrau, au sud par la vallée du Rhône avec laquelle le glacier communique via les gorges de la Massa, à l'est par le lac Märjelen et à l'ouest par l'Aletschhorn.

## Géographie

### Caractéristiques physiques
Sa longueur est de 23,6 kilomètres (en décembre 2001) pour une superficie de 117,6 km2 (ou 128 km2 selon la commission d'évaluation de l'Unesco) et une masse de 27 milliards de tonnes de glace,. Sa partie médiane avance à une vitesse de l'ordre de 180 à 200 mètres par an. Neuf sommets qui l'entourent ont plus de 4 000 mètres d'altitude pour une hauteur moyenne de 4 108 mètres.

#### Partie ouest
Depuis l'ouest, le Grosser Aletschfirn s'épanche au nord de l'Aletschhorn et du Lötschenlücke (3 153 mètres), un col qui rejoint le Lötschental et qui communique avec le Langgletscher. Cette partie du glacier est approvisionnée en neige et en glace par trois importants glaciers : l’Ebnefluhfirn, le Gletscherhornfirn et le Kranzberfirn. Ces trois glaciers débutent à environ 3 800 mètres d'altitude. De l’Ebnefluhfirn jusqu'à la Konkordiaplatz, l’Aletschfirn mesure neuf kilomètres avec une largeur moyenne de 1 500 mètres.

#### Partie nord-ouest

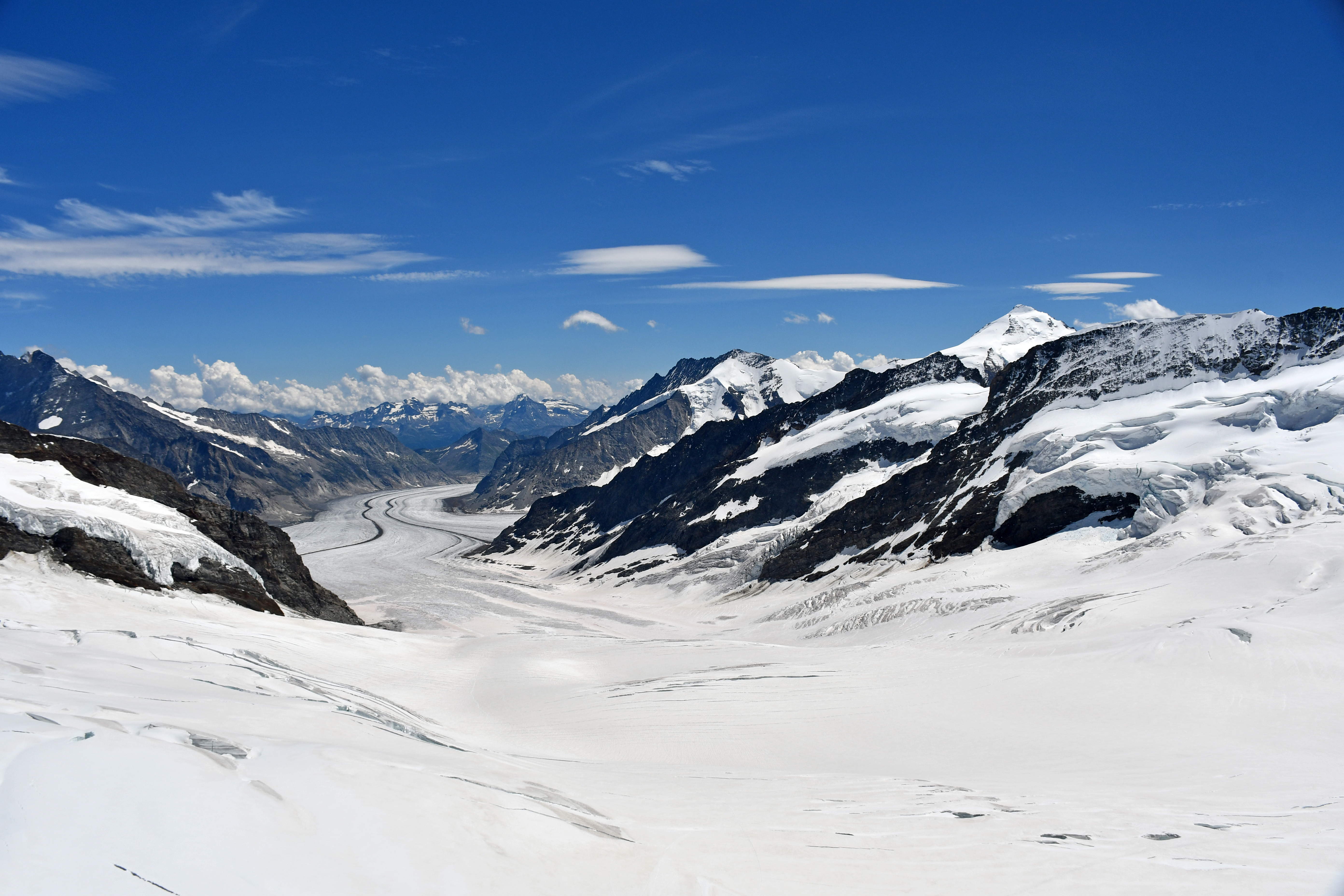
Le glacier vu depuis la Jungfraujoch avec le Jungfraufirn au centre qui arrive sur la Konkordiaplatz d'où partent les deux moraines médianes

Du nord-ouest, le Jungfraufirn en provenance du flanc est de la Jungfrau et du sud du Mönch est le plus court des glaciers principaux avec sept kilomètres. Il se retrouve ensuite directement dans l'axe de la vallée glaciaire lorsqu'il débouche sur la Konkordiaplatz. Il est bordé à l'ouest par le Kranzberg et le Trugberg à l'est. À son point culminant, ce glacier atteint une largeur de deux kilomètres et mesure encore un kilomètre dans sa partie terminale.

#### Partie nord
La zone à l'est du Mönch et sur le flanc sud-ouest du Gross Fiescherhorn donne naissance à l’Ewigschneefeld (littéralement le champ des neiges éternelles). Ce glacier de huit kilomètres de long et 1,2 kilomètre de large poursuit sa descente en longeant l'ouest de la crête du Grünhorn. Le versant à l'est de ce dernier donne naissance au Fieschergletscher, un glacier qui évolue presque parallèlement à celui d'Aletsch mais qui est plus court.

#### Konkordiaplatz
Les trois glaciers principaux suivent une pente d'environ 25 à 30 %. L’Ewigschneefeld dans sa partie inférieure est le plus crevassé des trois. Ils débouchent sur la Konkordiaplatz (place de la Concorde) où la glace peut atteindre une épaisseur de plus de 900 mètres. Un petit glacier latéral de trois kilomètres et 600 mètres de large, le Grüneggfirn vient de l'est et rejoint la Konkordiaplatz à la hauteur des cabanes de la Konkordia. Il est également connecté au Fieschergletscher via le Grünhornlücke (3 280 mètres).
La glace accumulée à la Konkordiaplatz, vaste zone plane d'environ 1,5 kilomètre de large, se déplace d'environ 180 mètres par an vers le sud-est pour entamer sa longue descente dans la vallée glaciaire.

#### Partie médiane

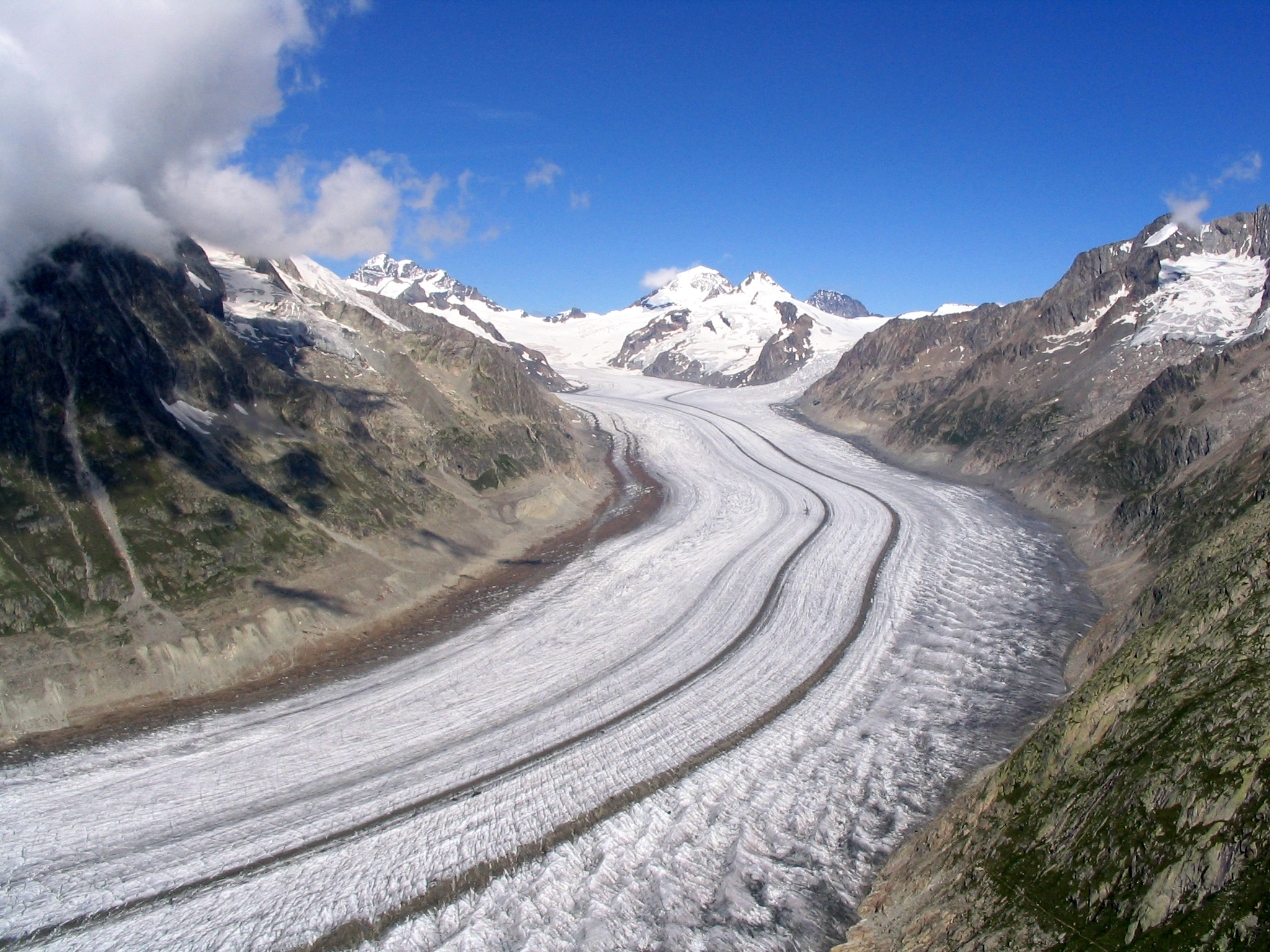
Partie médiane du glacier avec au fond, la Konkordiaplatz

Le glacier prend la direction du sud-est au pied du Gross Wannenhorn situé à l'est (3 906 mètres) et le Dreieckhorn à l'ouest (3 811 mètres). Une fois arrivé à la hauteur du lac de Märjelen situé à l'est, le glacier tourne et pointe vers le sud puis le sud-ouest avec l'Eggishorn qui lui barre le chemin au sud. Toujours à la hauteur du lac de Märjelen mais à l'ouest, l'Aletschhorn (4 193 mètres) alimente un autre glacier, le Mittelaletschgletscher, qui emprunte un axe sud-est avant de rejoindre le glacier d'Aletsch. Cette liaison devient de plus en plus mince en raison du recul si bien que les deux glaciers devraient être séparés à l'avenir.

#### Partie inférieure

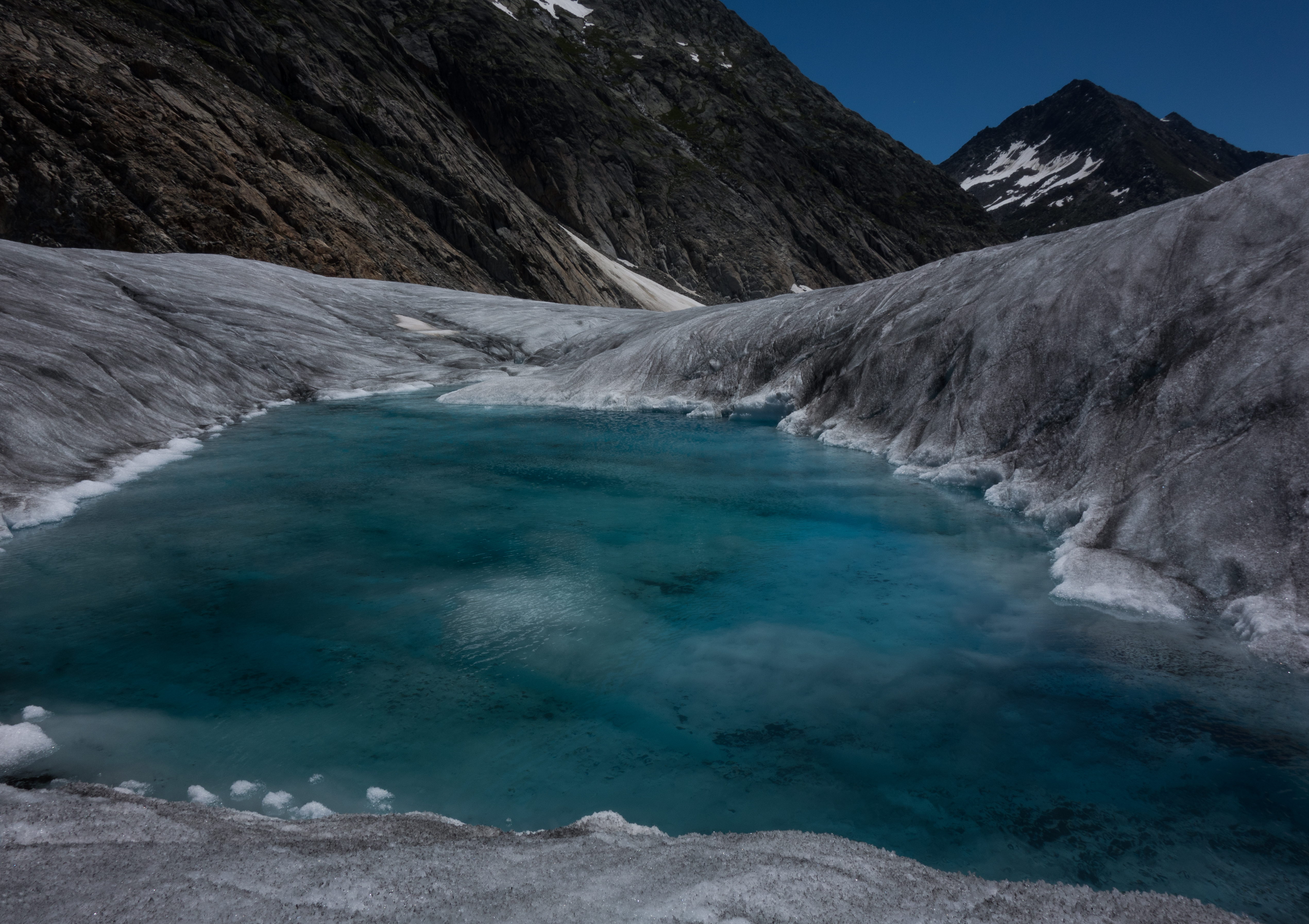
Petit lac dans le glacier d'Aletsch, juin 2015

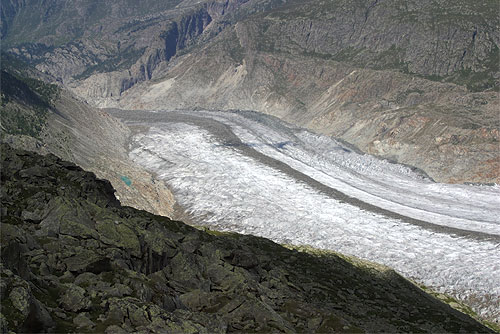
Langue du glacier avec une accumulation des moraines

La dernière partie du glacier est recouverte de moraines latérales et médianes. La langue arrive à une altitude de 1 560 mètres, bien en dessous de la limite des arbres. La Massa s'écoule depuis le glacier et descend ensuite dans des gorges où ses eaux sont captées et retenues dans le barrage de Gebidem pour alimenter une centrale électrique. La rivière rejoint ensuite le Rhône.
Le glacier d'Aletsch est épais dans sa partie supérieure mais au fur et à mesure de sa progression dans la vallée, l'épaisseur de glace diminue sensiblement pour n'atteindre que 150 mètres dans la partie terminale.

#### Moraines
Les moraines caractéristiques du glacier d'Aletsch, deux bandes parallèles, sont foncées et se trouvent presque au milieu du glacier. Elles suivent le parcours de la glace depuis la Konkordiaplatz jusqu'à la fin de la langue glaciaire. La moraine située à l'ouest a été nommée Kranzbergmoräne et celle à l'est, la Trugbergmoräne.

### Évolution
Les Alpes pourraient perdre 80 % de leurs glaciers si aucun changement ne survient dans l'émission des gaz à effet de serre. L'impact sur la pérennité du glacier sera donc important. Le glacier a reculé de 2 600 mètres depuis 1880. Ce recul s'est accéléré depuis 1980 et le glacier a reculé de 800 mètres en 30 ans soit 30 % du recul total.
Selon une étude publiée en décembre 2010 par l'École polytechnique fédérale de Zurich, les glaciers suisses continueront de fondre massivement, même si le réchauffement climatique cesse. Celui d'Aletsch aura perdu au moins quatre kilomètres et un tiers de sa masse d'ici un siècle. Les scientifiques l'expliquent par le fait que les glaciers réagissent avec des dizaines d'années voire un siècle de retard aux changements climatiques. La fonte du glacier d'Aletsch sera cependant encore plus impressionnante et rapide si le réchauffement climatique se poursuit comme prévu. L'évolution actuelle fait qu'il pourrait disparaître d'ici 2100.
En vert, les différences de longueur annuelles cumulées. En rouge, les variations de longueur annuelles.

Évolution de l’Oberaletsch en mètres.
Évolution du Grosser Aletsch en mètres.
Évolution du Mittelaletsch en mètres.

## Protection environnementale
En 2001, l'UNESCO a inscrit le site Alpes suisses Jungfrau-Aletsch au patrimoine mondial de l'UNESCO. Ce site couvre en partie le glacier d'Aletsch. En 2007 la surface protégée est élargie.

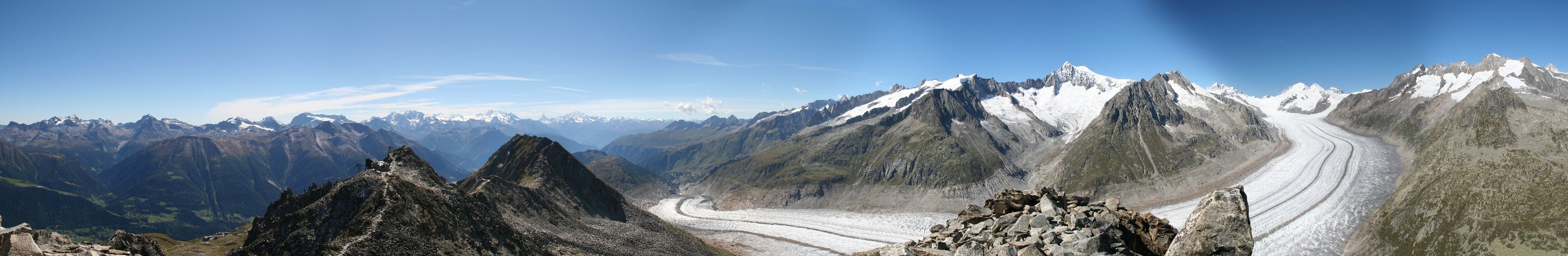
Glacier d'Aletsch vu depuis le sommet de l'Eggishorn (septembre 2007)

## Événements

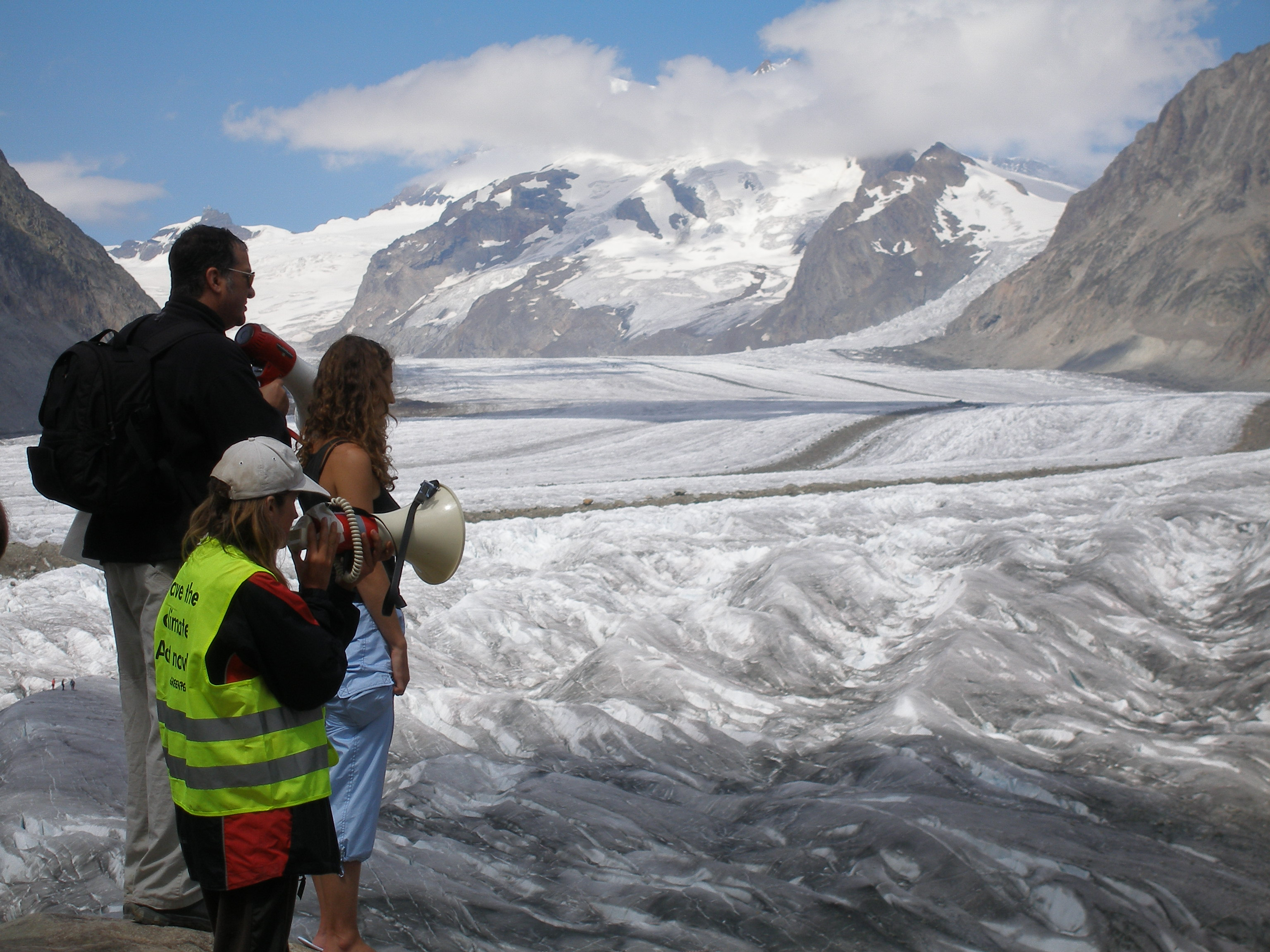
Spencer Tunick : directives pour le placement des figurants nus, le 18 août 2007

Le 18 août 2007 Spencer Tunick coorganise avec Greenpeace une installation : la mise en scène de 600 figurants nus sur le glacier, pour sensibiliser au sujet du réchauffement climatique.